# Josef Zehetmair
Josef Zehetmair (* 17. Mai 1861 in Bad Aibling; † 15. März 1926 in Türkismühle) war ein deutscher Politiker (SPD). Er war von 1919 bis 1925 Abgeordneter des Oldenburgischen Landtages.

## Leben
Zehetmair war der Sohn eines Zimmermanns. Er arbeitete ab 1913 in einem technischen Büro für Tiefbau und war bis zu seinem Tod Zivilingenieur in Türkismühle im Landesteil Birkenfeld.
Zehetmair war von 1919 bis 1920 Mitglied der verfassunggebenden Landesversammlung für den Freistaat Oldenburg und im Anschluss Abgeordneter im Oldenburgischen Landtag. Im Parlament war er von 1919 bis 1920 Mitglied des Eisenbahnausschusses, von Juni bis Oktober 1920 des Besoldungsausschusses und danach bis November 1920 des Finanzausschusses. Von November 1920 bis zu seinem Ausscheiden aus dem Landtag 1925 gehörte er dem Petitionsausschuss an.
Josef Zehetmair war verheiratet und hatte eine Tochter.